# شورای عالی جنگ (ژاپن)
شورای عالی جنگ (به ژاپنی: 軍事参議院, Gunji sangiin)، در طی دوره میجی ژاپن تأسیس شد. اولین رهبر آن یاماگاتا آریتومو (۱۸۳۸–۱۹۲۲)، از اهالی ولایت ناگاتو بود که به دلیل تأسیس نیروی زمینی مدرن امپراتوری ژاپن زمینی به او اعتبار داده شده و اولین نخست‌وزیر ژاپن بر طبق قانون اساسی بود. او شورای عالی جنگ یک سیستم ستادی عمومی به سبک آلمانی با رئیس ستادی که دسترسی مستقیم به امپراتور ژاپن داشت و می‌توانست مستقل از وزیر ارتش و مقامات غیرنظامی فعالیت کند، ایجاد کرد. شورای عالی جنگ قبل از جنگ دوم چین و ژاپن کابینه داخلی ژاپن بود.

## شورای عالی جهت‌گیری جنگ
از نوامبر ۱۹۳۷ و به دنبال دستور امپراتور هیروهیتو، در واقع با 
جلسه ستاد عمومی امپراتوری-رابط دولت جایگزین شد.
در سال ۱۹۴۴، نخست‌وزیر کوایسو کونی‌آکی، شورای عالی جهت‌گیری جنگ را ایجاد کرد، که جایگزین جلسه ستاد عمومی امپراتوری-رابط دولت شد. در پایان جنگ در ۱۴ اوت ۱۹۴۵، اعضای شورای عالی جهت‌گیری جنگ شامل افراد زیر بود:
- نخست‌وزیر: دریاسالار سوزوکی کانتارو
- وزیر امور خارجه: توگو شیگه‌نوری
- وزیر جنگ: ژنرال آنامی کوره‌چیکا
- وزیر نیروی دریایی: دریاسالار یونای میتسوماسا
- رئیس ستاد کل ارتش: ژنرال اومیزو یوشیجیرو
- رئیس ستاد کل نیروی دریایی: دریاسالار تویودا سوئه‌مو